# Kirche von Kiruna

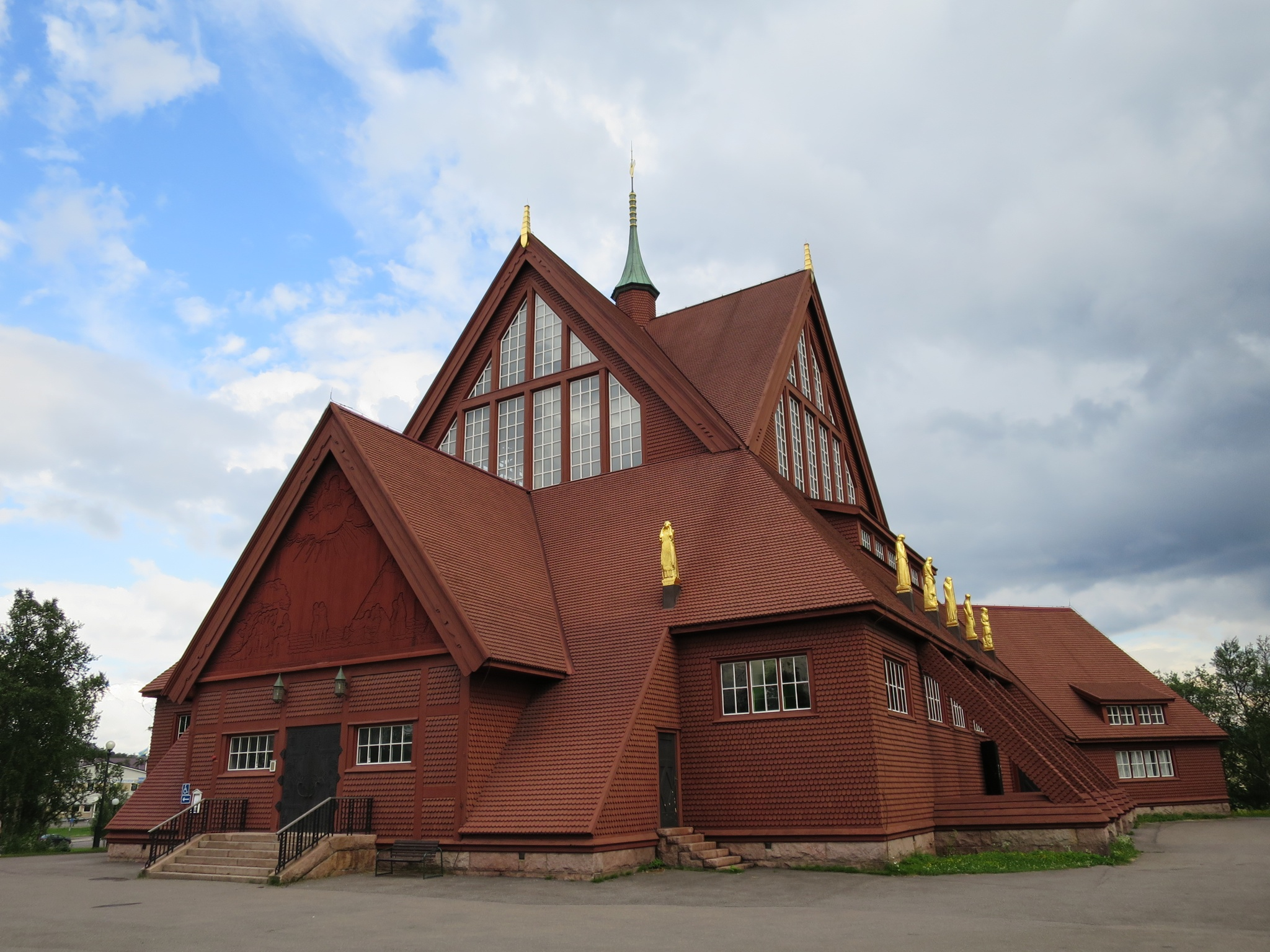
Kirche (Sommer 2014)

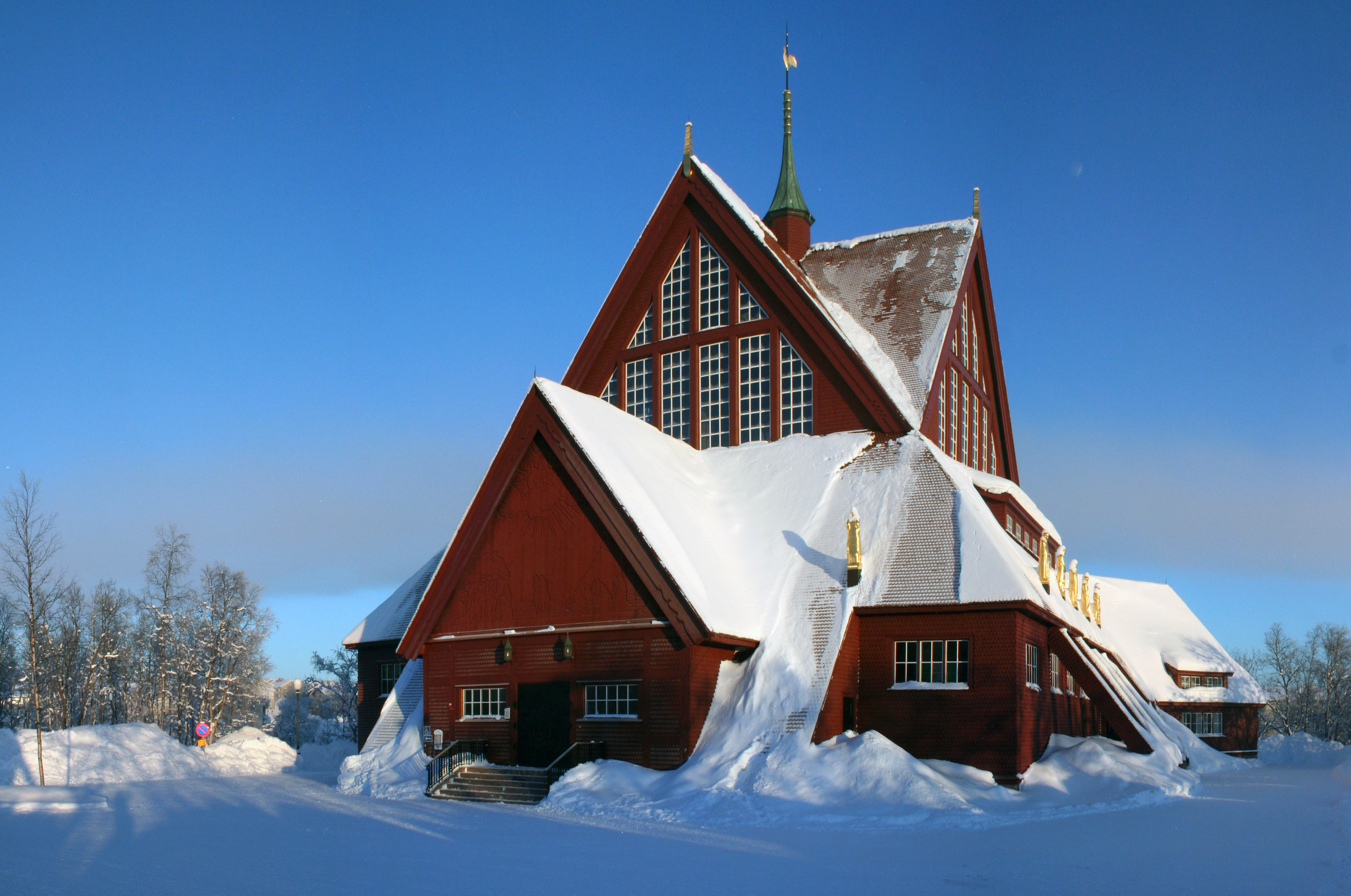
Kirche (Winter 2011)

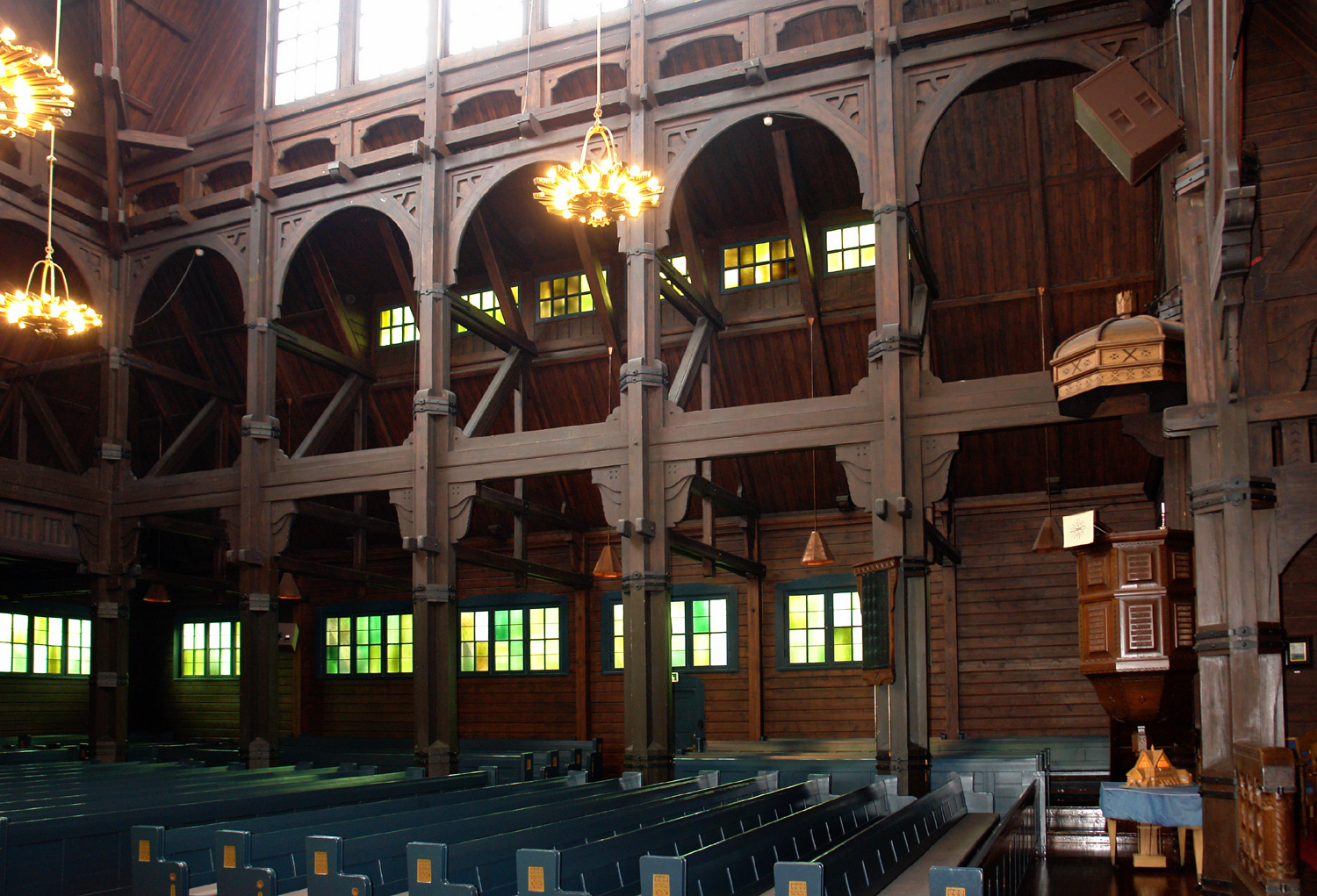
Innenraum der Kirche

Die Kirche von Kiruna (schwedisch Kiruna kyrka) im nordschwedischen Kiruna wurde zwischen 1903 und 1912 nach Plänen des Architekten Gustaf Wickman gebaut.

## Bauwerk

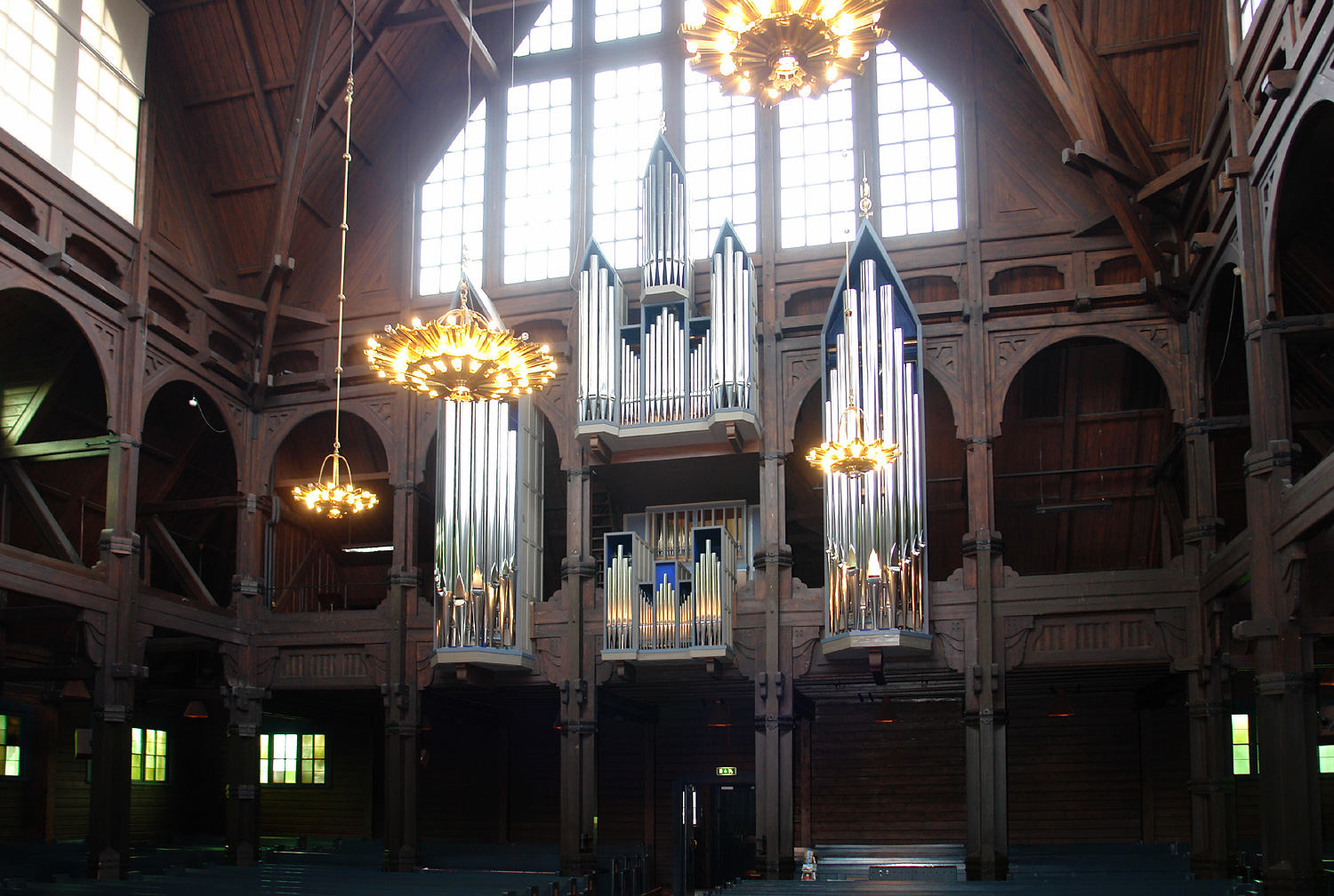
Blick auf die Rückwand mit Orgel

Die Kirche, die zu den bemerkenswertesten Gebäuden der schwedischen nationalromantischen Architektur gezählt wird und unter Denkmalschutz steht, verbindet amerikanische Holzarchitektur mit Einflüssen der norwegischen Stabkirchen und samischen Koten. An der Ausgestaltung der Kirche beteiligten sich u. a. Prinz Eugen von Schweden mit einem Altarbild sowie Christian Eriksson mit Georg als Drachentöter, einem Relief an der Fassade und zwölf Statuen auf dem Dach, die menschliche Gefühle symbolisieren, darunter Zärtlichkeit, Liebe, Mitleid und Verzweiflung.

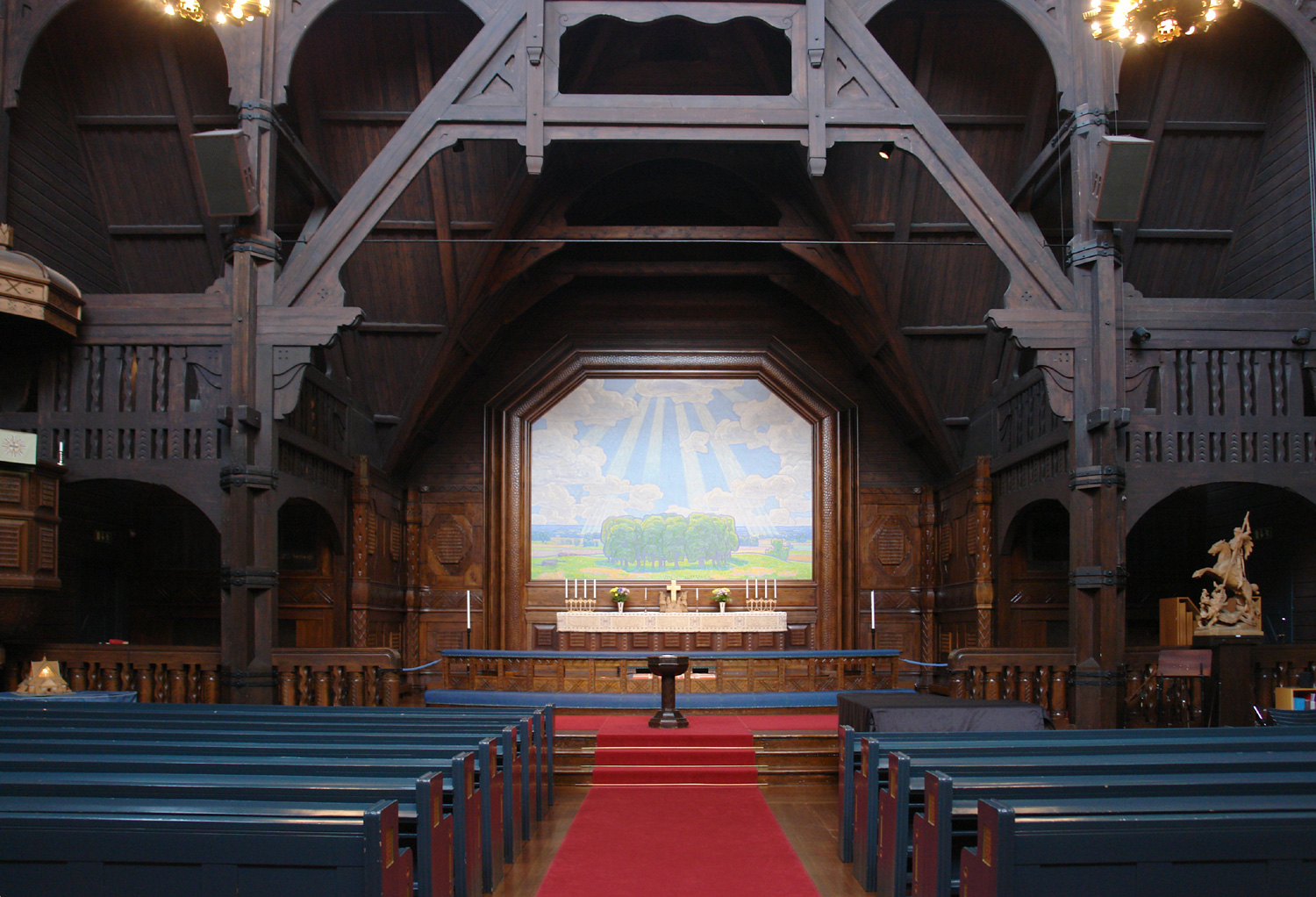
Altarbild und St. Georg
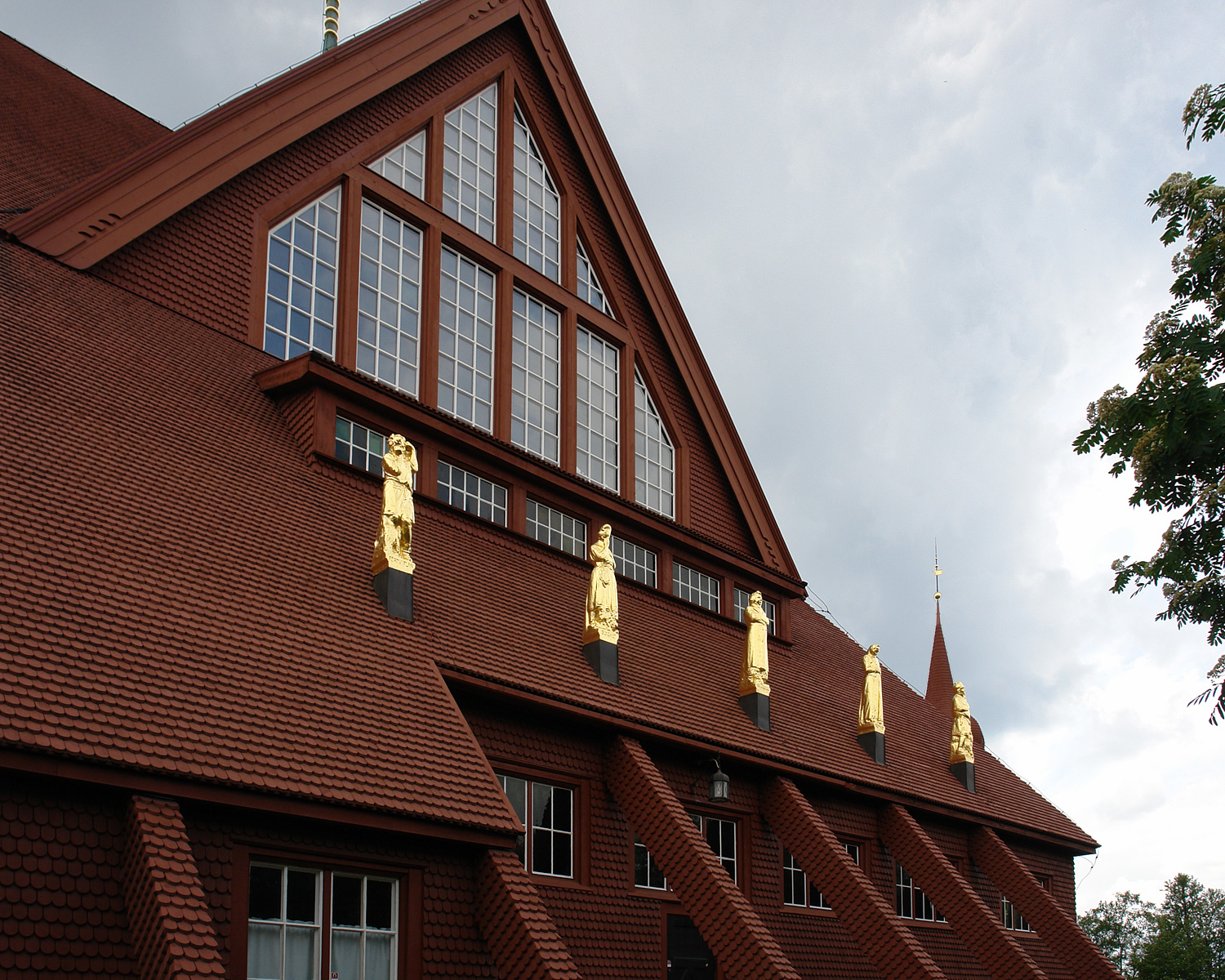
Statuen, die menschliche Gefühle symbolisieren
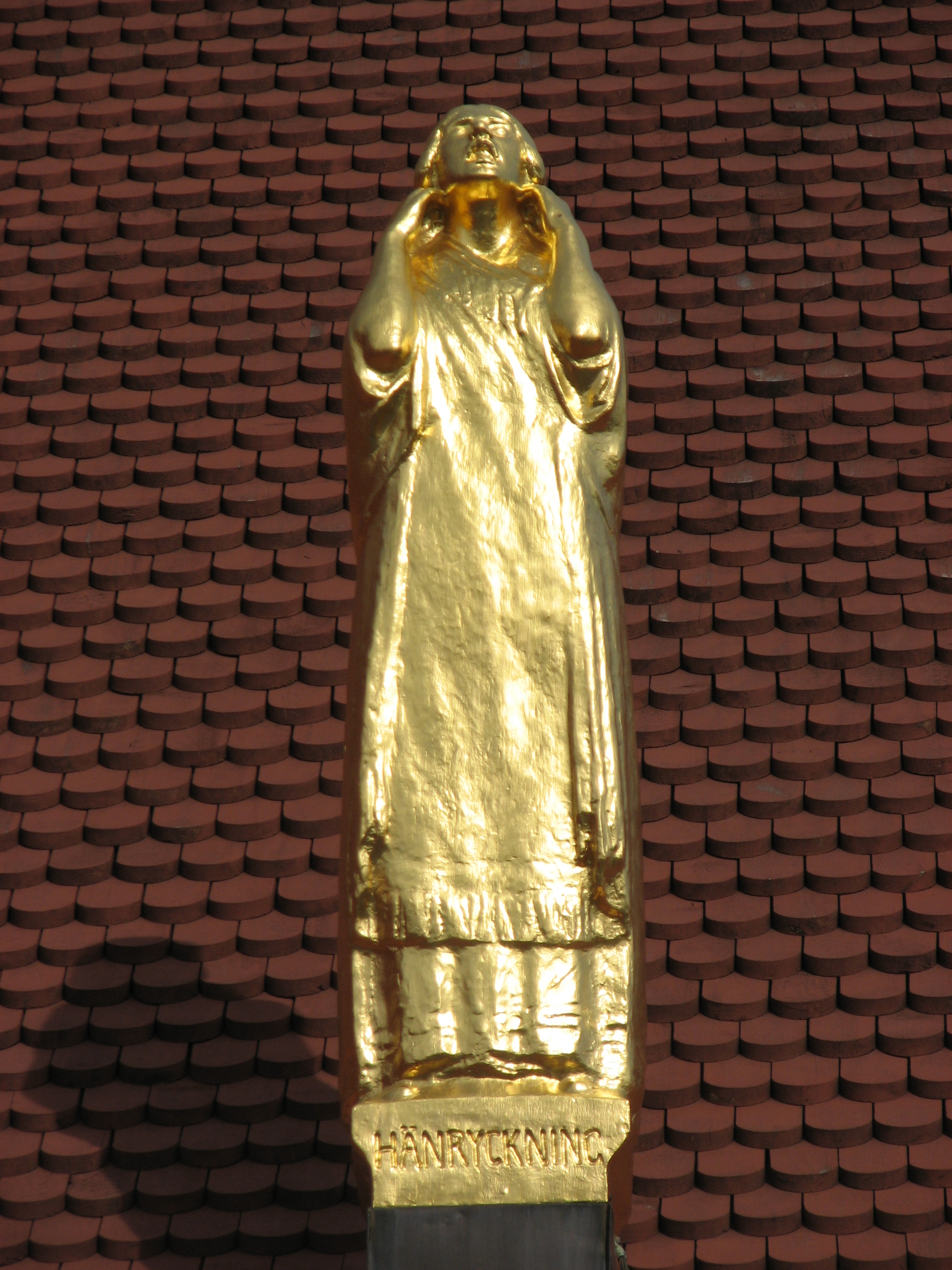
Statue „Verzückung“
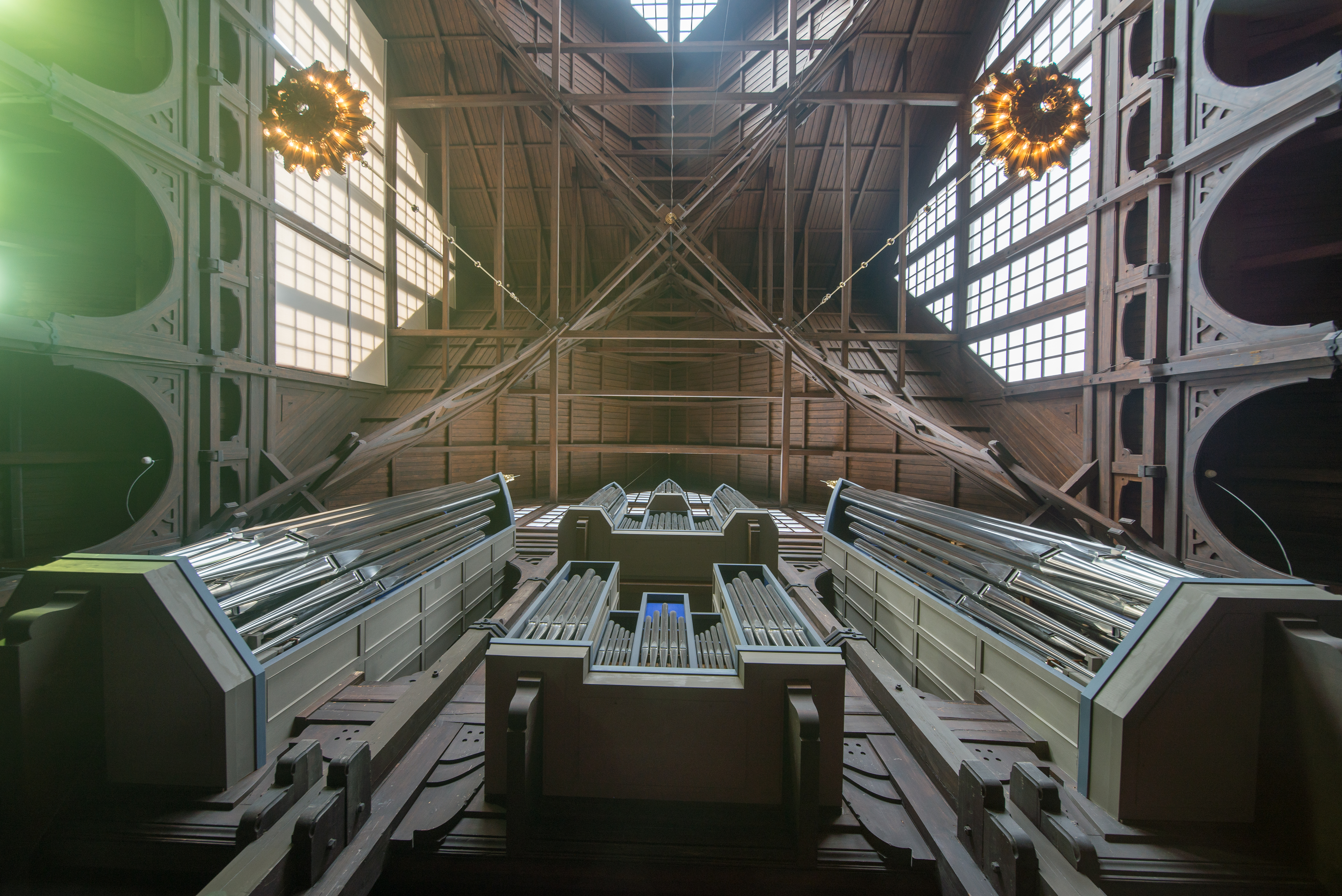
Blick ins Fachwerk

### Versetzung

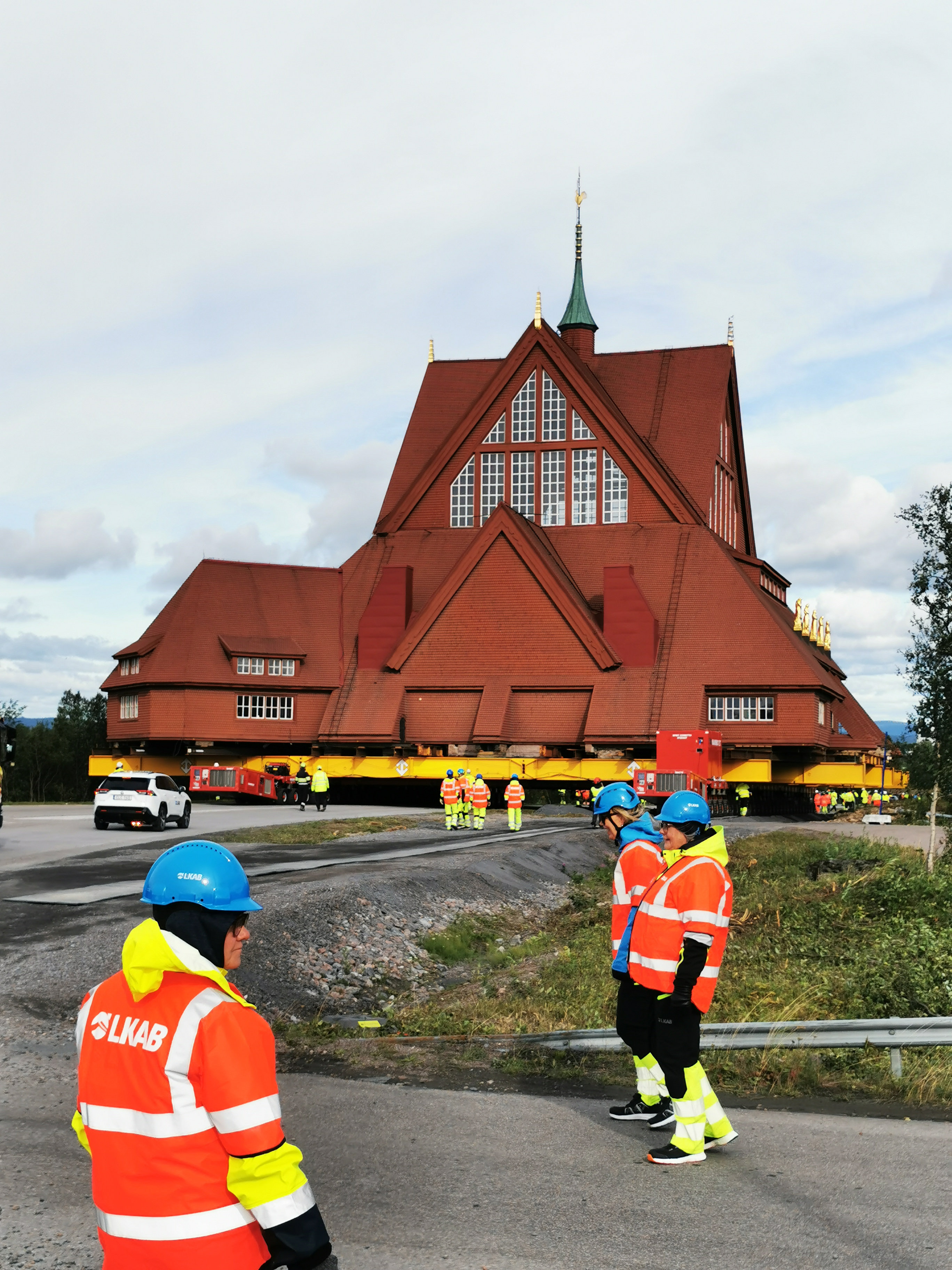
Umzug der Kirche

Der 2014 vorgelegte Umzugsmasterplan sieht eine schrittweise Übersiedlung der Stadt Kiruna bis 2033 vor, um auch die unter der Stadt liegenden Eisenerzvorkommen abbauen zu können. Die Kirche soll dabei vollständig erhalten bleiben und an einen neuen Standort versetzt werden.
Der acht Jahre lang geplante Umzug der Kirche erfolgte am 19. und 20. August 2025. Dafür wurde die 672 Tonnen schwere und 40 m breite Kirche mit einem System von Stahlträgern unterfüttert. Diese wiederum lagen auf zwei je 28-achsigen, selbsfahrenden Schwertransportern (Self-Propelled Modular Transporter) mit insgesamt 224 Rädern. Die Wegstrecke betrug 5 km. Ausgeführt wird das Projekt vom norwegischen Bauunternehmen Veidekke. Eine besondere Herausforderung ist, dass die Orgel und das Altarbild die Umsetzung unbeschadet überstehen. Der Transport wurde von einem mehrtägigen Rahmenprogramm begleitet und war per Livestreams mehrerer Anbieter weltweit verfolgbar. Die umgerechnet 44,5 Millionen Euro Kosten für die Umsetzung der Kirche trug der Betreiber des Erzbergwerks, das staatliche Unternehmen LKAB. Der Umzug stieß auch auf Kritik, da der neue Platz der Kirche im neuen Stadtzentrum auf einem wichtigen Rastplatz der Samen für den Umzug ihrer Rentiere zu den Winter- und Sommerweiden liegt.

## Orgel

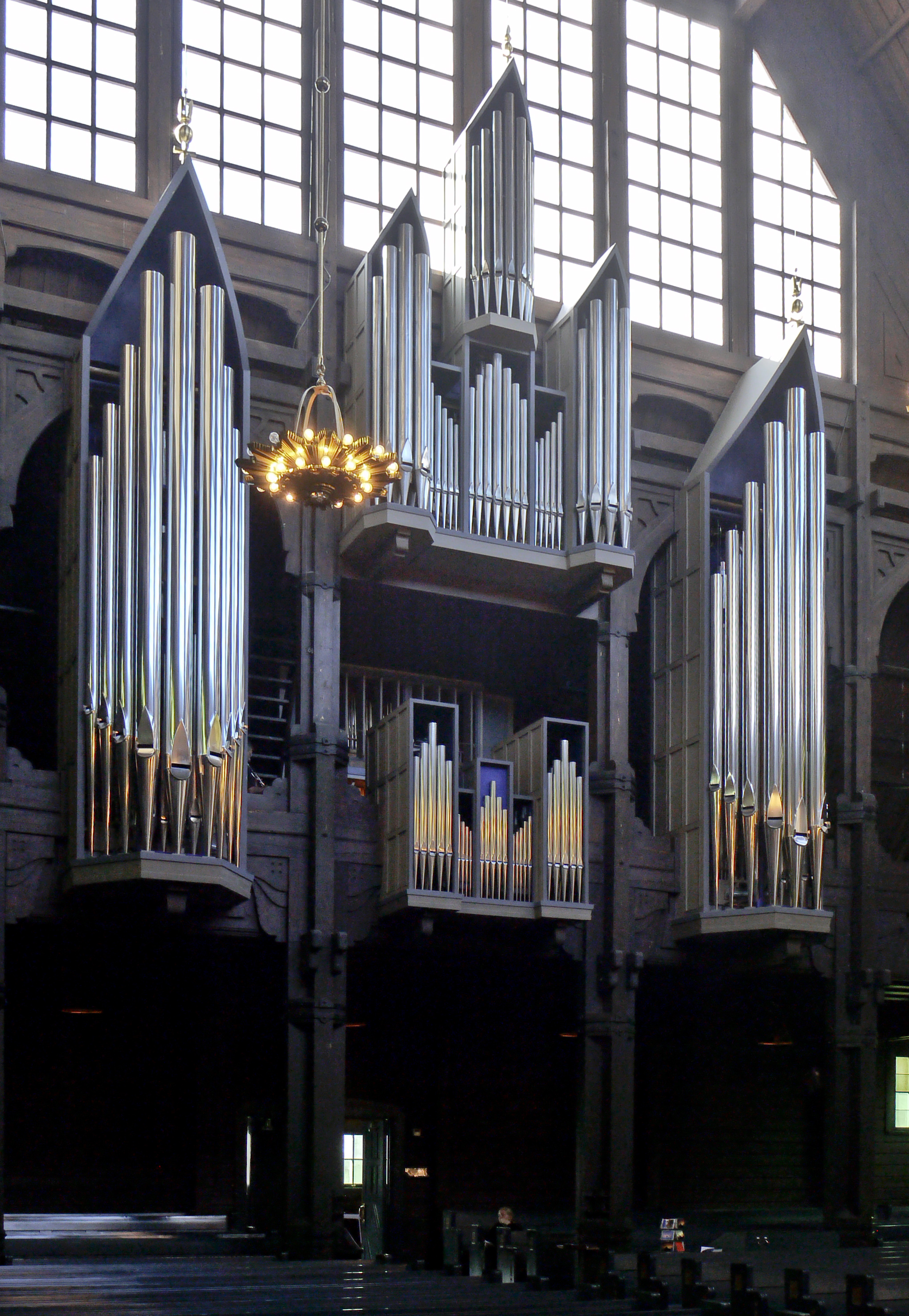
Prospekt mit Rückpositiv der Beckerath-Orgel

Die Orgel wurde 1957 von der deutschen Orgelbaufirma von Beckerath gebaut. 1978 wurde das Werk durch die Orgelbaufirma Grönlund (Gammelstad) restauriert, eine weitere Restaurierung erfolgte in den Jahren 2006/07 durch den Orgelbauer Gerhard Grenzing (Barcelona). Das Schleifladen-Instrument hat 41 Register auf vier Manualen und Pedal. Die Spieltrakturen sind mechanisch, die Registertrakturen elektrisch.
| I Rückpositiv C–g3 |                  |       |
| 1.                 | Rohrflöte        | 8'    |
| 2.                 | Prinzipal        | 4'    |
| 3.                 | Blockflöte       | 4'    |
| 4.                 | Sesquialter II 0 | 2 ⁄3' |
| 5.                 | Gemshorn         | 2'    |
| 6.                 | Spitzquint       | 1 ⁄3' |
| 7.                 | Scharf IV        | 1'    |
| 8.                 | Bärpfeife        | 8'    |
|                    | Tremulant        |       |

| II Hauptwerk C–g3 |              |        |
| 09.               | Quintadena 0 | 16'    |
| 10.               | Prinzipal    | 08'    |
| 11.               | Spielflöte   | 08'    |
| 12.               | Oktave       | 04'    |
| 13.               | Nachthorn    | 04'    |
| 14.               | Quinte       | 02 ⁄3' |
| 15.               | Oktave       | 02'    |
| 16.               | Mixtur V     | 01 ⁄3' |
| 17.               | Trompete     | 08'    |

| III Oberwerk C–g3 |                 |         |
| 18.               | Gemshorn        | 08'     |
| 19.               | Ital. Principal | 04'     |
| 20.               | Nasat           | 02 ⁄3'  |
| 21.               | Waldflöte       | 02'     |
| 22.               | Terz            | 01 3⁄5' |
| 23.               | Sifflöte        | 01'     |
| 24.               | Zimbel III      | 02⁄3'   |
| 25.               | Dulzian         | 16'     |
|                   | Tremulant       |         |

| IV Brustwerk C–g3 |               |      |
| 26.               | Holzgedackt 0 | 8'   |
| 27.               | Rohrflöte     | 4'   |
| 28.               | Prinzipal     | 2'   |
| 29.               | Schwiegel     | 1'   |
| 30.               | Scharf III    | 2⁄3' |
| 31.               | Krumhorn      | 8'   |
|                   | Tremulant     |      |

| Pedalwerk C–f1 |             |       |
| 32.            | Prinzipal   | 16'   |
| 33.            | Subbass     | 16'   |
| 34.            | Oktave      | 08'   |
| 35.            | Pommer      | 08'   |
| 36.            | Metallflöte | 04'   |
| 37.            | Nachthorn 0 | 02'   |
| 38.            | Mixtur VI   | 1 ⁄3' |
| 39.            | Posaune     | 16'   |
| 40.            | Trompete    | 08'   |
| 41.            | Schalmei    | 04'   |

- Koppeln: I/II, III/II, I/P, III/P
- Tonumfang der Rohrflöte 4' im Brustwerk nur von g2 bis g3[13]

## Kirchenpark
Im südlichen Teil des Parks liegt das Grab von Hjalmar Lundbohm – das einzige Grab im Park. Lundbohm leitete 1897 vor Ort für die LKAB die Planung einer neuen Gemeinde, die 1914 als Kiruna zur Stadt erhoben wurde.